# Franz Albert Leopold von Oberndorff
Franz Albert Leopold von Oberndorff (Regendorf, 15 novembre 1720 – Mannheim, 29 maggio 1799) è stato un nobile e politico tedesco.

## Biografia
Figlio del ciambellano palatino barone Philipp Anton Leopold von Oberndorff (1675–1770) e di sua moglie, la baronessa Maria Anna Susanna Auguste Josefa von Stingelheim (1700–46), Franz Albert Leopold era di fede cattolica. Crebbe alla corte di Mannheim durante il regno di Carlo III Filippo del Palatinato e prestò servizio come paggio del futuro elettore Carlo Teodoro con cui coltivò una sincera amicizia.
Dopo aver studiato giurisprudenza all'Università di Heidelberg, dal 1744 venne incluso nell'amministrazione di stato. Dapprima consigliere, venne poi promosso giudice capo d'appello nel 1748 ed infine consigliere privato dell'elettore nel 1754, giudice di corte nel 1756 e nel 1773 raggiunse la prestigiosa funzione di ministro di stato segreto, interpellato ijn particolare per questioni diplomatiche, giudiziarie, religiose e di ordine pubblico.
Quando l'elettore Carlo Teodoro decise di trasferire la capitale e la residenza da Mannheim a Monaco di Baviera a seguito dell'unificazione del Palatinato elettorale e della Baviera nel 1778, nominò il suo confidente Franz Albert Leopold von Oberndorff quale ministro e governatore del Palatinato elettorale (ora al rango di provincia) e del Ducato di Jülich-Berg, subordinandogli tutti i funzionari e le autorità dell'area. Nel dicembre del 1787, Oberndorff ricevette anche la responsabilità di tutte le finanze della Baviera e dell'Alto Palatinato.
Il barone divenne presidente onorario dell'Accademia delle scienze del Palatinato, Cavaliere dell'Ordine del Leone del Palatinato (1768), Gran Priore dell'Ordine di Malta per la "lingua" bavarese (1782) e venne onorato infine del titolo di conte imperiale nel 1790. Nel 1777 Oberndorff acquistò una villa a Neckarhausen e la fece ampliare sino a dare vita ad un vero e proprio palazzo residenziale. Nel 1792 acquistò anche il castello del consigliere privato elettorale del Palatinato, Johann Sebastian von Castell, presso Edingen.
Durante la guerra della prima coalizione, von Oberndorff sostenne la fluttuante politica di neutralità dell'Elettore. Il 20 settembre 1795, in questo contesto, consegnò Mannheim ai francesi senza combattere, risparmiando così alla città un rovinoso bombardamento. Quando le truppe imperiali riconquistarono la città nel novembre dello stesso anno, il feldmaresciallo imperiale Carlo Giuseppe de Croix fece arrestare il governatore che venne accusato di alto tradimento. L'elettore Carlo Teodoro a questo punto decise di intervenire personalmente in difesa del suo funzionario che venne quindi rilasciato il 27 marzo 1796 a condizione che non ricoprisse più alcuna carica pubblica in futuro. L'elettore Massimiliano IV Giuseppe gli restituì i pieni onori e lo riabilitò nel 1799.
Franz Albert von Oberndorff morì a Mannheim il 29 maggio 1799. Per tutta la sua vita rimase celibe. Suo nipote ed erede fu Christian Joseph Maria Fortunat von Oberndorff (1762-1809), il quale divenne tesoriere elettorale del Palatinato. La nipote Maria Louisa Theresia Fortunata von Oberndorff (1767-1804), sposò il tesoriere bavarese barone Franz Xaver von Lerchenfeld (1758-1832).